# 花田長太郎
花田 長太郎（はなだ ちょうたろう、1897年7月6日 - 1948年2月28日）は、大正時代から昭和時代にかけて活動した将棋棋士。贈九段。関根金次郎十三世名人門下。北海道函館市出身。

## 経歴
18歳で上京し、大正3年（1914年）に入門。大正4年（1915年）に兄弟子の土居市太郎七段と将棋同盟社の定式会で対戦した記録（飛車落とされで負け）があり、その時点では二段であった。
土居らの指導もあり実力をつけ、大正6年（1917年）に四段となる。師の関根と兄弟子の土居とが対立して将棋同盟社が分裂すると、兄弟子の金易二郎らと共に師の関根に従い「東京将棋倶楽部」を結成する。金と共に、若き日の木村義雄の目標であったという。
大正11年（1922年）に坂田三吉と対戦した記録（平手で勝ち）があり、その時点では七段になっている。この将棋は、坂田得意の袖飛車を花田が研究で打ち破った名局とされ、定跡手順となっている。
大正14年（1925年）に八段昇段。前年の三派の合同により東京将棋連盟が結成された時に増員となった八段の一人である。このことに不満の坂田は名人を称し、関東棋界と絶縁することになる。同年に木村と初めてラジオ対局を行う。
昭和10年（1935年）、関根が勇退を表明し、実力制名人戦が開始されると、八段のみが参加する第1期名人決定特別リーグの一員となる。同年6月26日の金子金五郎との対戦がリーグ開始第一戦であった。しかし、同年11月に神田辰之助の八段昇段問題がこじれると（神田事件）、金子とともに連盟を脱退し神田と合流して「将棋革新協会」を設立し、会長となる。関根や小菅剣之助の図らいで半年後の昭和11年（1936年）6月29日に連盟と和解し名人決定リーグに復帰する。
リーグでは弟弟子の木村との争いとなったが、これより以前に既に他の八段をことごとく指し込みに追い込むほどの力をつけていた木村との差は大きく、花田は八段のみが参加する名人決定特別リーグでは互角だったものの、その他の八、七段戦で勝敗に差が開いていた。昭和12年（1937年）、長く関東と絶縁状態になっていた坂田が木村・花田との対戦を求めてきたときは、坂田の挑戦に木村と共に応じ、勝利している（天竜寺の決戦）。その後の12月5日・6日、千日手指しなおし末の名人戦リーグ最終局で、木村と湯河原天野屋で対戦して敗れ、名人リーグ戦では同じ「13勝2敗」の成績ながら一般棋戦の差で二位に甘んじる。なお、花田が革新協会の会長であったことから、残留派と分裂派との対決として世間では「湯河原の決戦」ともてはやされた。
昭和18年（1943年）、第4期名人戦の挑戦予備手合いにおいて木村に香平2番で連敗する。
昭和22年（1947年）第6期名人戦で弟子の塚田正夫が木村より名人位を奪取する。直後の座談会では「うれしくてうれしくて、なにも申し上げようがありません」と語ったという。
次の第7期名人戦では、第2期順位戦で前名人となった木村を押しのけて3位となり、升田幸三、大野源一、大山康晴と共に挑戦者決定戦の出場資格を得た。まずは大山と対戦することに決まっていたが、既に病魔に冒されていた花田は棄権して不戦敗となる。その直後の昭和23年（1948年）2月28日に死去。50歳であった。「せめてもう香車一本強くなりたかった」と遺言したという。
昭和37年（1962年）に九段を贈られる。

## 人物
「寄せの花田」「終盤の花田」と謳われ、序盤の金子、中盤の木村と並び称されたこともある。また「将棋の虫」と呼ばれるほど研究熱心な棋士としても知られ、戦前の相掛かり全盛期に「花田定跡」と呼ばれる手順をいくつか確立させたこともあるという。
米よりパンを好んだという。また牛肉が好物であったため、戦時中は牛肉が手に入りにくいと嘆いていたという逸話もある。

## 弟子

### 棋士
| 名前     | 四段昇段日   | 段位、主な活躍                                        |
| -------- | ------------ | ----------------------------------------------------- |
| 坂口允彦 | 1931年       | 九段、A級在籍8期                                      |
| 塚田正夫 | 1932年1月1日 | 名誉十段、名人2期、他タイトル通算6期、一般棋戦優勝4回 |
| 荒巻三之 | 1937年       | 九段、A級在籍1期                                      |
| 廣津久雄 | 1943年4月1日 | 九段、一般棋戦優勝4回、A級在籍2期                     |

## 主な成績

### 在籍クラス
| 開始 年度 | (出典)順位戦出典 | (出典)順位戦出典        | (出典)順位戦出典 | (出典)順位戦出典 | (出典)順位戦出典 | (出典)順位戦出典 | (出典)順位戦出典 | (出典)順位戦出典     |
| 開始 年度 | 期               | 名人                    | A級              | B級              | B級              | C級              | C級              | 0                    |
| 開始 年度 | 期               | 名人                    | A級              | 1組              | 2組              | 1組              | 2組              | 0                    |
| --- | ---------------- | ----------------------- | ---------------- | ---------------- | ---------------- | ---------------- | ---------------- | -------------------- |
| 1946 | 1                |                         | 八段戦 順位7位   |                  |                  |                  |                  | 6-7                  |
| 1947 | 2                |                         | A 08             |                  |                  |                  |                  | 9-5 プレーオフ不戦敗 |
| |                  | 1948年 2月28日 現役死去 |                  |                  |                  |                  |                  |                      |
| 順位戦の 枠表記 は挑戦者。 右欄の数字は勝-敗(番勝負/PO含まず)。 順位戦の右数字はクラス内順位 ( x当期降級点 / *累積降級点 / +降級点消去 ) |                  |                         |                  |                  |                  |                  |                  |                      |

## 昇段履歴
- 1914年 入門
- 1917年 四段
- 1925年 八段
- 1962年 九段（追贈）

## 著書
- 名人八段指将棋全集(7) 花田長太郎集（1929年、大森書房）
- 将棋新定跡（1930年、大阪屋號書店）
- 将棋大全集(3) 平手定跡篇 上（1930年、誠文堂）
- 将棋の急所 駒落篇（1937年、博文館）
- 将棋の急所 実戦篇（1941年、博文館）
- 将棋大衆講座(5) 平手相懸戦研究（金子金五郎、小泉兼吉との共著、1949年、泰文館）
- 平手将棋の新しい指し方（塚田正夫との共著、1952年、オクムラ書店）
- 平手将棋の新しい指し方（塚田正夫との共著、1954年、金園社）